# Sibilla Eritrea

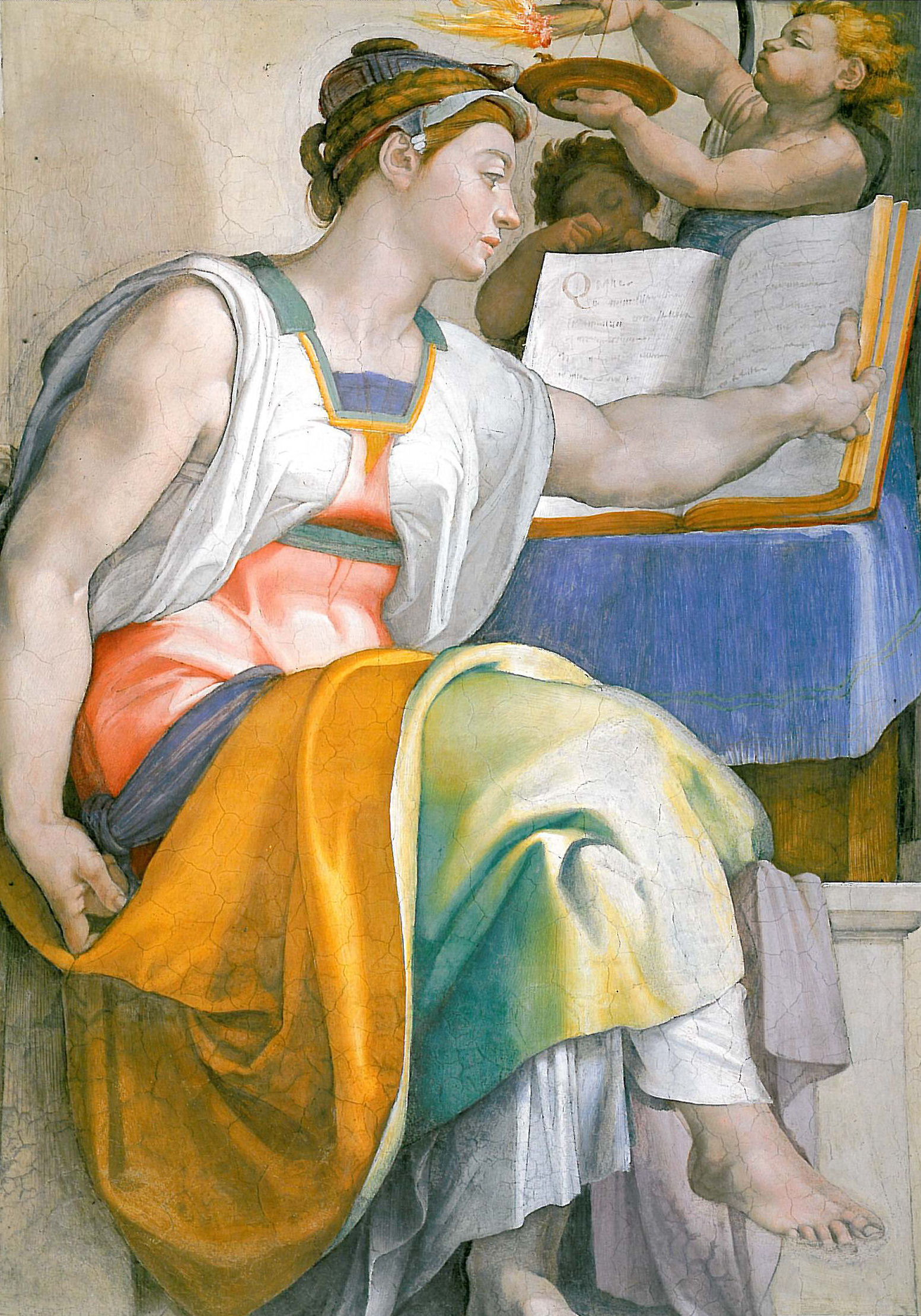
La Sibilla Eritrea di Michelangelo

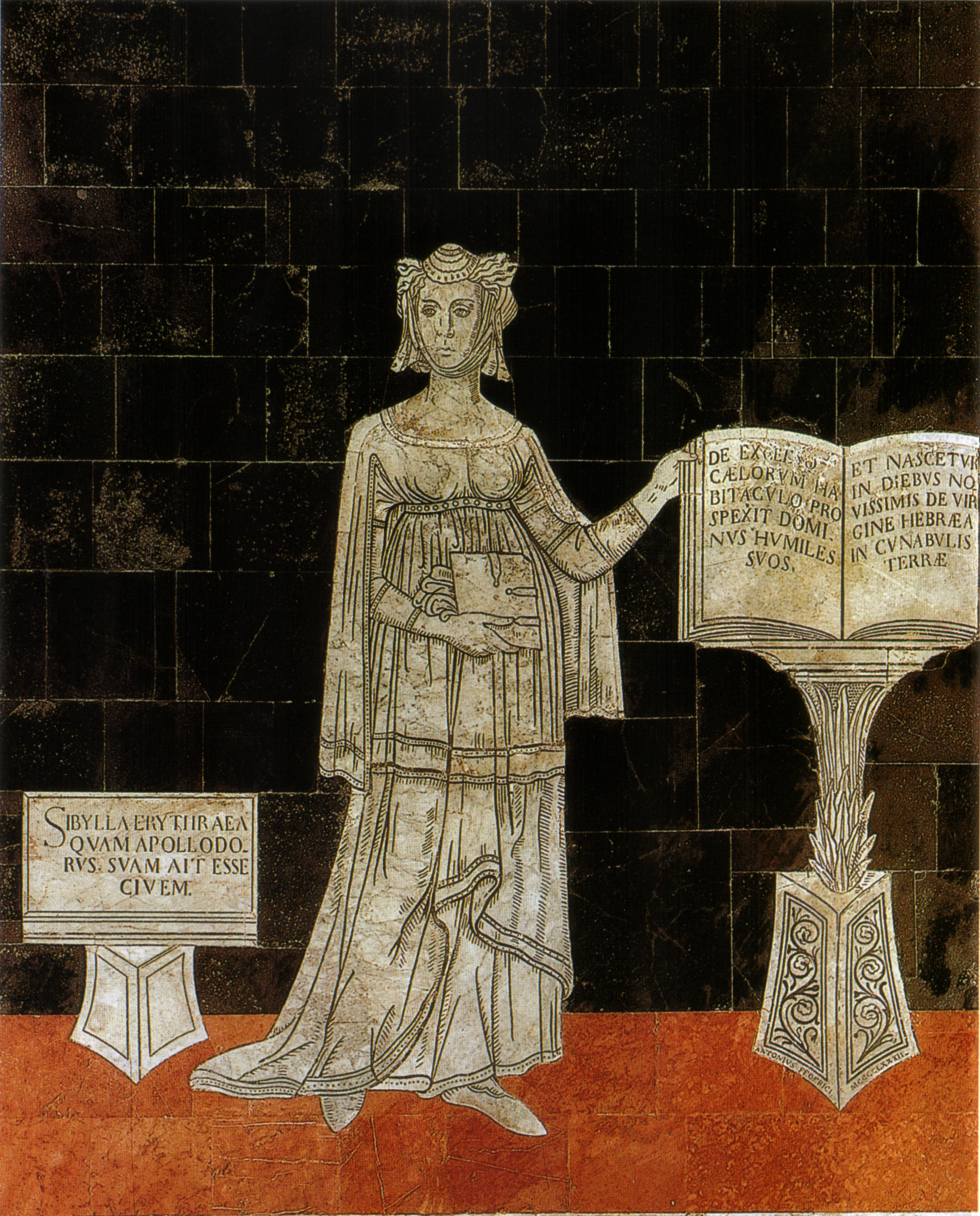
La Sibilla Eritrea sul pavimento del Duomo di Siena

La Sibilla Eritrea era la profetessa dell'antichità classica che presiedeva sopra l'oracolo di Apollo a Eritre, una città della Ionia di fronte a Chios. Una leggenda vuole fosse figlia di una ninfa e del pastore (Teodòro), ambedue del monte Ida. Essa, sotto il nome di Eròfila, avrebbe insegnato agli Etruschi l'arte della divinazione tramite i fulmini.
La parola Sibilla viene, tramite il latino, dal greco antico sibylla, che significava profetessa. Le Sibille fornivano delle risposte il cui valore dipendeva da come era stata posta la domanda - a differenza dei profeti che di solito fornivano risposte indirettamente collegate alle domande. Ci sono state molte Sibille nel mondo antico, ma questo oracolo, secondo la leggenda, profetizzò la discendenza divina di Alessandro il Grande.
Presumibilmente c'era più di una Sibilla a Eritre. Una viene ricordata per essersi chiamata Bàcoe e Eròfila. Si dice che almeno una sia stata originaria della Caldea, una nazione nella parte meridionale della Babilonia, essendo la figlia di Berosso, che scrisse la storia della Caldea, e di Erimante. Apollodoro di Eritre, comunque, dice che una era sua connazionale e predisse ai Greci, al momento della loro partenza per Troia, che essi avrebbero distrutto quella città e che un giorno Omero avrebbe raccontato a tale proposito molte cose non vere.
La parola acrostico venne inizialmente usata per le profezie della Sibilla Eritrea, che venivano scritte su foglie e disposte in modo che le lettere iniziali delle foglie formassero sempre una parola.
Nell'iconografia cristiana la Sibilla Eritrea appare a volte come colei che profetizzò la Redenzione. Vi sono degli esempi già in dipinti medievali nella cattedrale di Salisbury e poi nei noti affreschi di Michelangelo nella Cappella Sistina e nel pavimento di marmo della Cattedrale di Siena. È menzionata anche nella celebre Sequenza della Messa per i defunti, il Dies irae.

### Fonti
- Lactantius, Divinae institutiones I.6.8, 14
- Agostino, De civitate dei xviii.23
- Isidoro, Etymologiae viii.8.1, 3, 4

### Letteratura
- A. Morelli, Dei e miti: enciclopedia di mitologia universale, Edizioni Librarie Italiane, Torino, p. 451